# Melanitis semifasciata
Melanitis semifasciata är en fjärilsart som beskrevs av Hans Fruhstorfer 1908. Melanitis semifasciata ingår i släktet Melanitis, och familjen praktfjärilar. Inga underarter finns listade i Catalogue of Life.